# Mesquita de Solimà
La mesquita de Solimà (en turc Süleimaniye Camii) va ser construïda, sota les ordres de Solimà I el Magnífic, per l'arquitecte Sinan entre 1550 i 1557, i és considerada com la més bonica de les mesquites imperials d'Istanbul.

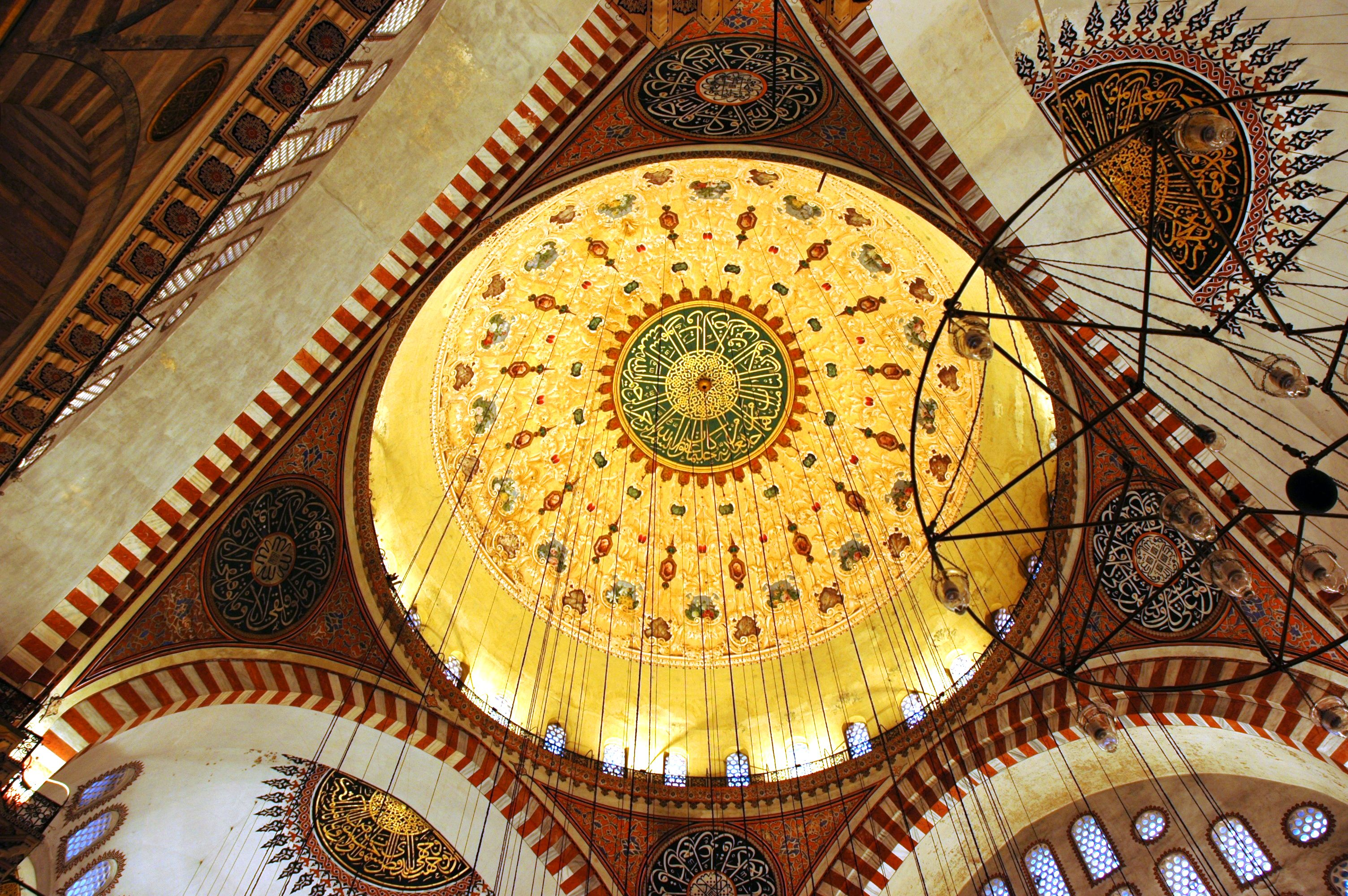
Magnífic interior de la cúpula

Les dimensions interiors de la mesquita són de 70 m de longitud per 61 d'ample. La llum hi penetra per 138 finestres. La cúpula és en cascada, de 27,5 m de diàmetre i de 47,8 m d'altitud des del sòl fins a la clau de volta, perforada de 32 finestres i sostinguda sobre els costats per semicúpules. La mesquita és dotada d'un atri amb pòrtics dominats de 28 cúpules sostingudes per 24 columnes monòlits (2 en pòrfir, 10 en marbre blanc i 12 en granit). Al centre del pati, s'hi troba una şadırvan ('font d'ablucions').

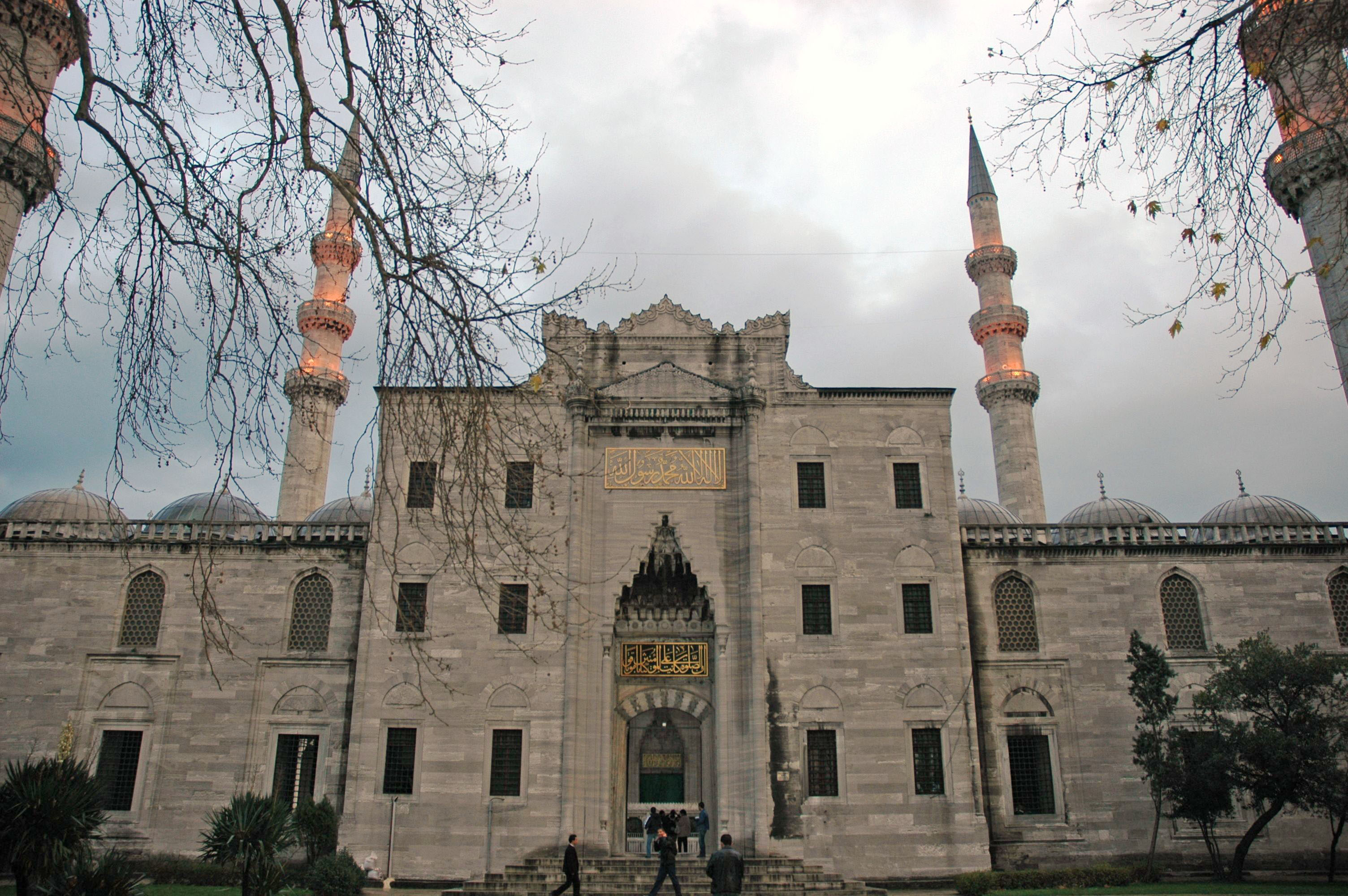
Porta de Muvakkithane

La silueta de la Süleymaniye, amb els seus quatre minarets envoltats de deu balcons (indicant que Solimà era el quart soldà otomà d'Istanbul i el desè de la dinastia otomana), domina la línia de l'horitzó de la riba occidental del Corn d'Or. És una de les construccions més significatives de l'arquitectura turcootomana. Sinan va reiterar el sistema utilitzat en la construcció de la mesquita de Bayezid a Istanbul. Aquí va sostenir la cúpula recolzada sobre quatre pilars per semicúpules en direcció al mihrab de l'entrada (el mihrab és un nínxol que indica la direcció de la Meca). Les cúpules i les semicúpules transmeten els seus pesos harmoniosament als altres.